# Entrada folclórica
Entrada folclórica é o nome dado às celebrações de rua estruturadas em grupos, fraternidades ou conjuntos que apresentam danças típicas do país, na Bolívia.

## Características
As entradas folclóricas são caracterizadas por acompanhar diferentes eventos festivos, que podem estar relacionados a marcos de caráter religioso, como na entrada do Sábado de peregrinação no Carnaval de Oruro, a entrada del Gran Poder, ou a entrada de Urkupiña, celebrações de conquistas sociais, como as entradas universitárias, que comemoram a autonomia universitária, ou festas de bairro, familiares ou de associações profissionais.
As entradas folclóricas ocorrem em todo o território da Bolívia. Estima-se que existam mais de 1200 entradas anuais no território boliviano, embora sua quantidade e características possam apresentar diferenças. Na cidade de La Paz, pelo menos 246 dessas manifestações foram registradas ao longo do ano, chegando a 500 em todo o departamento.

## Prática a nível internacional
Graças aos processos de migração, a comunidade boliviana levou esta prática a países como Brasil Argentina, Chile, Espanha e Estados Unidos.